# МСК (Каунас)
Футбольний клуб «Майстас» Каунас, більш відомий як МСК (лит. Futbolo klubas Kauno Maistas) — колишній литовський футбольний клуб з Каунаса, що існував у 1932—1995 роках.

## Історія
Клуб заснований у 1932 році як команда Каунаської харчової фабрики. З 1935 року випускав власну газету «MSK sporto naujienos». У міжвоєнний період клубу не існувало. У радянський період відновлений, після чого більше не виступав у вищому дивізіоні. Ліквідований у 1995 році.

## Досягнення
- А-ліга
  - Чемпіон (1): 1934.